# Danziger Handels-und Industriebank
Danziger Handels-und Industriebank A.G. (Gdański Bank Handlowo-Przemysłowy) – bank o kapitale mieszanym polsko-gdańskim działający w Gdańsku w latach 1922–1934.

## Historia
Zarejestrowany w 1922 przez przemysłowców włókienniczych z Łodzi (Zjednoczone Zakłady Przemysłowe K. Scheibler & L. Grohman S.A., Zakłady Przemysłowe Ludwik Geyer S.A. oraz Weiss & Poznański S.A.) i kupców z Gdańska (T. Winter, H. Winter i dr L. Doński). Bank m.in. wspierał eksport, szczególnie wyrobów łódzkiego przemysłu włókienniczego. Wprowadzone przez miejscowe władze restrykcje bankowe zmusiły do przeniesienia w 1934 działalności do Łodzi (Dom Bankowy/Bankhaus Taub & Najda, Bracia/Gebrüder Winter & Weiss) i Gdyni.
Bank współpracował z Warszawskim Bankiem Międzynarodowym S.A. w Warszawie.

## Siedziba
Siedziba banku mieściła się przy Langasse 69/70 (ul. Długa) (1922-), następnie przy Hundegasse 56/57 (ul. Ogarna) (1925-1934).